# Drepanulatrix rindgearia
Drepanulatrix rindgearia là một loài bướm đêm trong họ Geometridae.